# Muscle and Fitness
Muscle & Fitness è una rivista mensile americana dedicata al mondo del Bodybuilding e del fitness fondata da Joe Weider, uno dei pionieri del fitness già negli anni '40. I servizi e gli articoli pubblicati riguardano sia la tecnica degli esercizi fisici che la corretta alimentazione.
La rivista è oggi stampata in 16 edizioni locali ed in più di 22 paesi. È letta da più di 7 milioni di lettori in tutto il mondo.
Molti culturisti professionisti come Arnold Schwarzenegger, Ronnie Coleman, Gustavo Badell, Mauro Sarni, Christian Boeving e Jay Cutler hanno partecipato agli articoli pubblicati dalla rivista.

## Edizione italiana
L'edizione italiana della rivista mantiene lo stesso nome e viene pubblicata con cadenza mensile.